# Bunkyou
Bunkyō-bydistriktet (文京区 Bunkyō-ku) er et bydistrikt i Tokyo i Japan. Det er et af de 23 specielle bydistrikter, der tilsammen udgør Tokyos historiske bykerne. Det ligger midt i Tokyo og har 240.069 (2020) indbyggere.
Med en central beliggenhed mellem Tokyos bydistrikter er Bunkyō centrum for beboelse og uddannelse. Fra begyndelsen af Meiji-perioden har der boet folk som litteraten Natsume Sōseki, videnskabsmænd og politikere. Bunkyō er hjemsted for Tokyo Dome (baseball), Kodokan (judo) og University of Tokyo.
Anno 1. marts 2012 havde bydistriktet et befolkningstal på 193.091, inklusive ca. 6.500 udlændinge. Der var 104.189 husstande og befolkningstætheden var på 17.072,59 personer pr. km². Det samlede areal er 11,31 km².
Bydistriktet er etableret 15. marts 1947.

## Nabolag
Der er omkring 20 nabolag i bydistriktet og de er:
| - Hakusan - Hongou - Hon-komagome - Kasuga - Kohinata - Koishikawa | - Kouraku - Mejirodai - Mukougaoka - Nezu - Nishikata - Otowa | - Ootsuka - Sekiguchi - Sendagi - Sengoku - Suidou - Yayoi - Yushima |

## Økonomi
Forlagsvirksomheden Kodansha har hovedsæde i bydistriktet og Kodansha International har hovedsæde i Otowa YK Building i bydistriktet. Drugstore-kæden Tomod's har hovedsæde bydistriktet.

## Landemærker
- Chinzan-so Garden
- Denzuin Temple
- Gokoku-ji Tempel
- Harimasaka Sakura Colonnade
- Hatoyama Hall[5]
- Kisshou-ji
- Kodansha Noma Memorial Museum
- Kodokan Judo Institute
- Koishikawa Botanical Garden
- Koishikawa Kōrakuen
- Koishikawa Ukiyo-e Art Museum
- Nezu Shrine
- Nippon Medical School
- Orugoru no Chiisana Hakubutsukan
- Rikugien Garden
- Shin-Edogawa Garden
- Tokyo Cathedral (St. Mary's Cathedral)
- Tokyo Dome
- Tokyo Dome City
- Toyo University
- University of Tokyo
- Yanaka Cemetery
- Yayoi Museum
- Yushima Seidō

## Uddannelse

### Videregående uddannelser og universiteter

#### Offentlige
- Ochanomizu University
- University of Tsukuba Ōtsuka Campus
- University of Tokyo Hongō Campus
- Tokyo Medical and Dental University

#### Private
- Atomi University
- Juntendo University
- Takushoku University
- Chuo University Ingeniørafdelingen
- Tokyo Woman's Christian University
- Toyo University
- Toyo Gakuen University
- Nippon Medical School
- Japan Women's University
- Bunkyo Gakuin University
- Bunkyo Gakuin College
- International College for Postgraduate Buddhist Studies